# Onthophagus acerus
Onthophagus acerus är en skalbaggsart som beskrevs av Gillet 1930. Onthophagus acerus ingår i släktet Onthophagus och familjen bladhorningar. Inga underarter finns listade i Catalogue of Life.